# Фармакокинетика
Фармакокинетика (от др.-греч. φάρμακον — лекарство и κίνησις — движение) — раздел фармакологии, изучающий процессы, происходящие с фармакологически активными веществами в живом организме. Фармакокинетические исследования позволяют судить о том, что происходит с веществом с момента его поступления до момента полного выведения из организма.
Фармакокинетику (ФК) не следует путать с фармакодинамикой (ФД). Фармакокинетика изучает воздействие организма на лекарственное средство, а фармакодинамика — его влияние на организм. Вместе они обуславливают дозировку лекарственного препарата, его терапевтический эффект и нежелательные явления, что показано в ФК/ФД-моделях.
Фармакокинетика
1. Процесс поглощения организмом лекарственных веществ, их биотрансформации, распределения в ткани и выведения из организма самих лекарственных веществ и их метаболитов в течение определенного периода времени.
2. Изучение сопутствующих процессов [1].

## Общие сведения
Фармакокинетика описывает, как организм влияет на конкретный ксенобиотик через механизмы абсорбции, распределения, метаболической трансформации (например, под действием ферментов, таких как цитохром P450 или глюкуронилтрансфераза) и выведения . Фармакокинетические свойства лекарственных веществ зависят от пути введения и дозы введенного лекарства. Это факторы могут оказывать влияние на скорость всасывания .
Для упрощения описания фармакокинетических процессов были разработаны различные фармакокинетические модели. Наиболее приближенной к реальности является многокамерная модель, однако сложность оценки параметров при таком подходе к моделированию приводит к тому, что чаще используются однокамерные или двухкамерные модели. Камеры, на которые разделена модель, обычно описываются схемой ADME (LADME, если высвобождение выделено в отдельный этап):
- высвобождение — процесс освобождения лекарственного вещества из лекарственной формы [4],[5] (см. также IVIVC);
- всасывание — процесс поступления вещества в кровоток;
- распределение — распространение вещества по жидкостям и тканям организма;
- метаболизм (или биотрансформация) — необратимое химическое превращение исходных соединений в соответствующие метаболиты;
- выведение — удаление веществ из организма. В редких случаях некоторые соединения необратимо накапливаются в органах и тканях.

Стадии метаболизма и выведения можно объединить понятием элиминации. Изучение отдельных фаз требуется для понимания динамики процесса в целом. Поэтому, чтобы полностью понять кинетику лекарственного препарата, необходимо иметь подробные знания о ряде факторов, таких как свойства активных и вспомогательных веществ, строение соответствующих биологических мембран или особенности ферментативных реакций, инактивирующих лекарство.
Все эти процессы могут быть описаны математически и представлены в  графическом виде. Применение фармакокинетических моделей позволяет понять, как конкретное лекарственное вещество будет вести себя в организме, исходя из информации о его свойствах, таких как константа кислотности, биодоступность, растворимость, абсорбционная способность и др.
Фармакокинетические модели используются как в разработке лекарственных препаратов (например, при определении биоэквивалентности), так и в клинической практике. Данные фармакокинетики являются основой множества рекомендаций по эффективному и безопасному использованию лекарств для специалистов в области здравоохранения и ветеринарии.

## Фармакокинетические параметры
Ниже приведены наиболее часто используемые фармакокинетические параметры ,.
| Параметр                                   | Описание | Обозначение                                  | Единицы измерения                              | Формула для расчета | Пример           |
| ------------------------------------------ | --- | -------------------------------------------- | ---------------------------------------------- | --- | ---------------- |
| Доза                                       | Количество введенного лекарственного вещества                                                                            | {\displaystyle D}                            | {\displaystyle \mathrm {mol} }                 | Design parameter | 500 mmol         |
| Интервал дозирования                       | Временной промежуток между введением отдельных доз                                                                       | {\displaystyle \tau }                        | {\displaystyle \mathrm {h} }                   | Design parameter | 24 h             |
| Максимальная концентрация                  | Максимальная концентрация вещества в плазме после введения                                                               | {\displaystyle C_{\text{max}}}               | {\displaystyle \mathrm {mmol/L} }              | Direct measurement | 60,9 mmol/L      |
| Время достижения максимальной концентрации | Минимальное время, необходимое для достижения максимальной концентрации                                                  | {\displaystyle t_{\text{max}}}               | {\displaystyle \mathrm {h} }                   | Direct measurement | 3,9 h            |
| Минимальная концентрация                   | Минимальная концентрация вещества в плазме в течение одного интервала дозирования                                        | {\displaystyle C_{{\text{min}},{\text{ss}}}} | {\displaystyle \mathrm {mmol/L} }              | {\displaystyle C_{min}={\frac {SFDk_{a}}{V_{d}(k_{a}-k)}}\times \{{\frac {e^{-k_{e}\tau }}{1-e^{-k_{e}\tau }}}-{\frac {e^{-k_{a}\tau }}{1-e^{-k_{a}\tau }}}\}}                                                | 27,7 mmol/L      |
| Средняя концентрация                       | Средняя концентрация вещества в плазме в течение одного интервала дозирования в стационарном состоянии                   | {\displaystyle C_{{\text{av}},{\text{ss}}}}  | {\displaystyle \mathrm {h\times mmol/L} }      | {\displaystyle {\frac {AUC_{\tau ,{\text{ss}}}}{\tau }}} | 55,0 h × mmol/L  |
| Объем распределения                        | Гипотетический объем жидкости организма, необходимый для равномерного распределения всего количества введенного вещества | {\displaystyle V_{\text{d}}}                 | {\displaystyle \mathrm {L} }                   | {\displaystyle {\frac {D}{C_{0}}}} | 6,0 L            |
| Концентрация                               | Текущая концентрация вещества в плазме                                                                                   | {\displaystyle C_{0},C_{\text{ss}}}          | {\displaystyle \mathrm {mmol/L} }              | {\displaystyle {\frac {D}{V_{\text{d}}}}} | 83,3 mmol/L      |
| Период полуабсорбции                       | Время, необходимое для всасывания половины дозы лекарственного вещества из места введения в системный кровоток           | {\displaystyle t_{{\frac {1}{2}}a}}          | {\displaystyle \mathrm {h} }                   | {\displaystyle {\frac {\ln(2)}{k_{\text{a}}}}} | 1,0 h            |
| Константа абсорбции                        | Показывает скорость всасывания вещества из места введения в системный кровоток                                           | {\displaystyle k_{\text{a}}}                 | {\displaystyle \mathrm {h} ^{-1}}              | {\displaystyle {\frac {\ln(2)}{t_{{\frac {1}{2}}a}}}} | 0,693 h−1        |
| Период полувыведения                       | Время, за которое плазменная концентрация вещества снижается вдвое                                                       | {\displaystyle t_{{\frac {1}{2}}b}}          | {\displaystyle \mathrm {h} }                   | {\displaystyle {\frac {\ln(2)}{k_{\text{e}}}}} | 12 h             |
| Константа элиминации                       | Показывает скорость элиминации вещества из организма                                                                     | {\displaystyle k_{\text{e}}}                 | {\displaystyle \mathrm {h} ^{-1}}              | {\displaystyle {\frac {\ln(2)}{t_{{\frac {1}{2}}b}}}={\frac {CL}{V_{\text{d}}}}} | 0,0578 h−1       |
| Скорость инфузии                           | Скорость инфузии, необходимая для достижения стационарной концентрации                                                   | {\displaystyle k_{\text{in}}}                | {\displaystyle \mathrm {mol/h} }               | {\displaystyle C_{\text{ss}}\cdot CL} | 50 mmol/h        |
| Площадь под кривой                         | Интеграл кривой «концентрация — время»                                                                                   | {\displaystyle AUC_{0-\infty }}              | {\displaystyle \mathrm {M} \cdot \mathrm {s} } | {\displaystyle \int _{0}^{\infty }C\,\mathrm {d} t} | 1,320 h × mmol/L |
| Площадь под кривой                         | Интеграл кривой «концентрация — время»                                                                                   | {\displaystyle AUC_{\tau ,{\text{ss}}}}      | {\displaystyle \mathrm {M} \cdot \mathrm {s} } | {\displaystyle \int _{t}^{t+\tau }C\,\mathrm {d} t} | 1,320 h × mmol/L |
| Клиренс                                    | Объем плазмы, очищающейся от лекарственного вещества за единицу времени                                                  | {\displaystyle CL}                           | {\displaystyle \mathrm {m} ^{3}/\mathrm {s} }  | {\displaystyle V_{\text{d}}\cdot k_{\text{e}}={\frac {D}{AUC}}} | 0,38 L/h         |
| Биодоступность                             | Часть введенной дозы, достигшая системного кровотока                                                                     | {\displaystyle f}                            |                                                | {\displaystyle {\frac {AUC_{\text{po}}\cdot D_{\text{iv}}}{AUC_{\text{iv}}\cdot D_{\text{po}}}}} | 0,8              |
| PTF                                        | Отношение максимальной концентрации к минимальной в пределах одного интервала дозирования                                | {\displaystyle \%PTF}                        | {\displaystyle \%}                             | {\displaystyle 100{\frac {C_{{\text{max}},{\text{ss}}}-C_{{\text{min}},{\text{ss}}}}{C_{{\text{av}},{\text{ss}}}}}}, где {\displaystyle C_{{\text{av}},{\text{ss}}}={\frac {AUC_{\tau ,{\text{ss}}}}{\tau }}} | 41,8 %           |

В фармакокинетике состояние равновесия между поступлением лекарства в организм и скоростью его элиминации называют стационарным. Для достижения стационарной концентрации при повторном введении обычно требуется время, равное 3–5 периодам полувыведения.

## Фармакокинетические модели

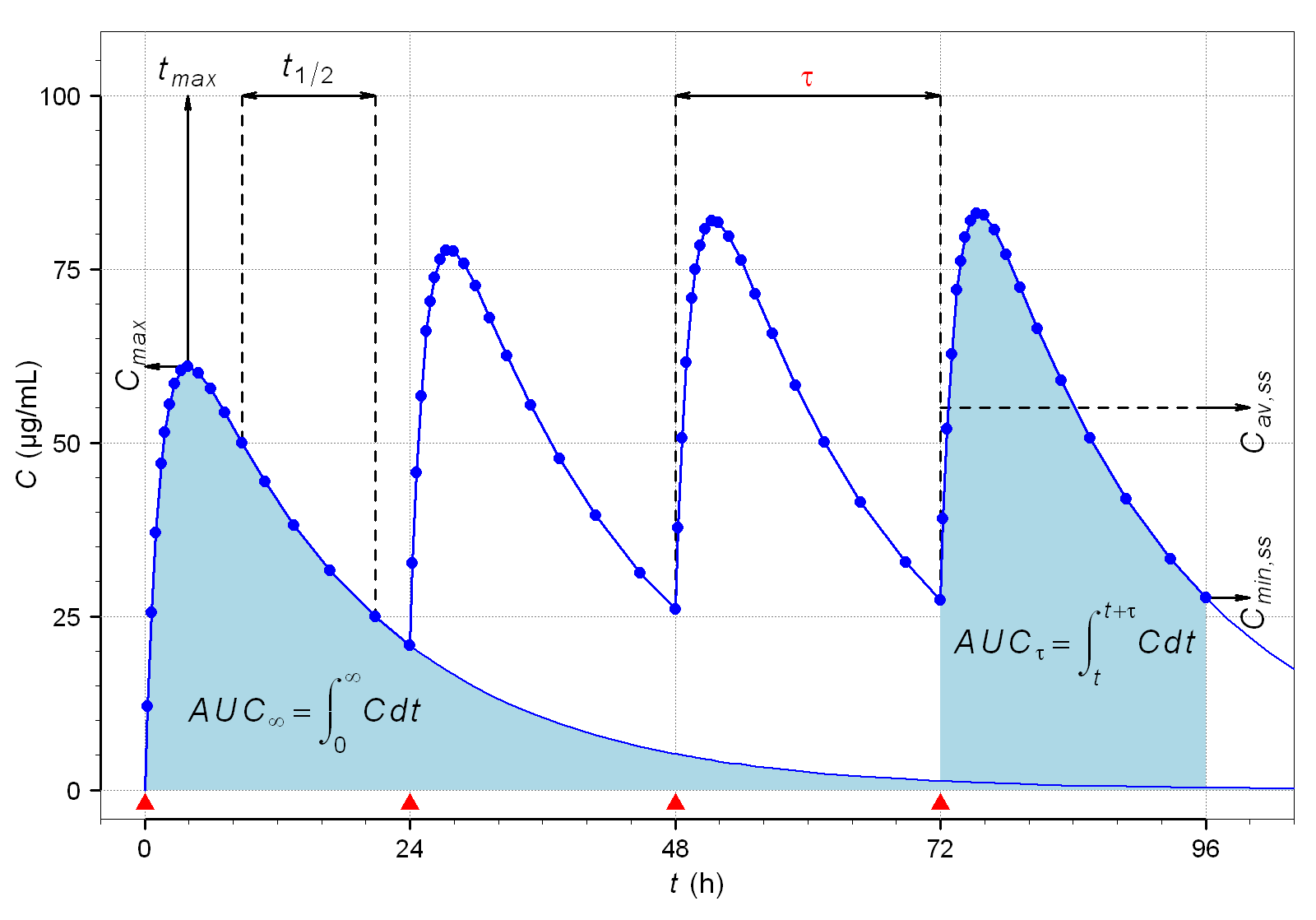
Динамика концентрации лекарства в плазме после перорального приема с интервалом 24 часа. В случае линейной фармакокинетики при стационарном состоянии AUC_{τ} = AUC стационарная концентрация достигается примерно через 5 × 12 = 60 часов. На рисунке изображен типичный вид графика зависимости концентрации от времени и показаны основные фармакокинетические параметры

Фармакокинетическое моделирование включает компартментный и некомпартментный анализ. Некомпартментные методы оценивают зависимость концентрации лекарственного вещества в плазме от времени как статистическую кривую распределения. Компартментные методы оценивают график зависимости концентрации от времени с использованием кинетических моделей, основанных на рассмотрении организма как ряда взаимосвязанных компартментов (камер). Наиболее простой является однокамерная модель. Она предусматривает, что лекарство равномерно распределяется по всему организму и его концентрации в плазме крови и других тканях равны, а также что скорость элиминации прямо пропорциональна концентрации лекарства в плазме (кинетика первого порядка).
Однако однокамерные модели не всегда достоверно отражают реальную ситуацию. Например, не все ткани организма имеют одинаковое кровоснабжение, поэтому концентрация лекарства в слабо васкуляризированных тканях может быть ниже, чем в тканях с высокой плотностью кровеносных сосудов. Кроме того, некоторые органы (например, головной мозг) отделены гистогематическими барьерами, которые неодинаково проницаемы для веществ различной природы. Учитывая эти особенности, можно разделить организм на два компартмента: центральный, который характеризуется высокой скоростью распределения и включает органы и ткани с хорошо развитым кровообращением, и периферический, состоящий из тканей с более низким кровотоком. Такие ткани, как головной мозг, могут быть отнесены к любому из компартментов, в зависимости от способности конкретного лекарства преодолевать соответствующий барьер, отделяющий их от системного кровотока.
Двухкамерные модели могут иметь несколько вариаций в зависимости от того, из какого отдела осуществляется выведение лекарства. Чаще всего элиминация происходит в центральном компартменте, поскольку печень и почки являются органами с хорошо развитым кровоснабжением. Однако в некоторых ситуациях элиминация может происходить в периферическом компартменте или даже одновременно в обоих. Таким образом, существует три разновидности двухкамерных моделей, но этого все ещё может быть недостаточно для полного описания всех происходящих процессов.
Эта модель неприменима, если ферменты, участвующие в метаболизме лекарства, полностью насыщаются или присутствует механизм активной экскреции, независимый от концентрации в плазме. В действительности каждая ткань организма имеет свои собственные параметры распределения и ни один из них не является строго линейным. Тогда объем распределения лекарства в организме (VdF) можно представить в виде суммы объемов его распределения в каждой отдельной ткани (VdT):
{\displaystyle Vd_{F}=Vd_{T1}+Vd_{T2}+Vd_{T3}+\cdots +Vd_{Tn}\,}.
Такая модель называется многокамерной и описывается множеством кривых, выражающих сложные уравнения, используемые для получения общей кривой. Для построения этих уравнений был специально разработан ряд компьютерных программ . Тем не менее, какой бы сложной и точной ни была эта модель, она по-прежнему не отражает реальности. Это связано с тем, что понятие объема распределения является относительным. Таким образом, выбор модели сводится к определению того, какая из них обеспечивает наименьшую погрешность для исследования кинетики конкретного лекарственного препарата.

Однокамерная фармакокинетическая модель

### Некомпартментный анализ
Некомпартментный фармакокинетический анализ (NCA) по большей части направлен на оценку экспозиции лекарства, которая выражается площадью под кривой «концентрация — время» (AUC). Для определения площади под кривой чаще всего используется метод трапеций. При этом точность расчетов напрямую зависит от интервалов отбора проб: чем ближе расположены моменты времени, тем лучше трапеции аппроксимируют реальную форму кривой «концентрация — время». Количество временны́х точек, необходимое для успешного проведения NCA, должно быть достаточным, чтобы полностью охватить фазы всасывания, распределения и выведения лекарства. Помимо AUC с использованием методов NCA также можно определять такие параметры, как Cmax (максимальная концентрация), Tmax (время достижения максимальной концентрации), CL (клиренс) и Vd (объем распределения).

### Компартментный анализ
Компартментный анализ использует различные кинетические модели для описания и прогнозирования зависимости концентрации лекарства от времени. Схожие модели применяются в таких дисциплинах, как химическая кинетика и термодинамика. Преимущество компартментного анализа перед NCA заключается в возможности прогнозирования концентрации в любой момент времени. Недостатком является сложность построения корректных моделей, наиболее детально отражающих все фармакокинетические процессы. Простейшей фармакокинетической моделью является однокамерная модель с внутривенным болюсным введением и элиминацией первого порядка. Наиболее сложные модели (называемые PBPK) основаны на использовании информации об анатомо-физиологических особенностях отдельных органов и тканей организма.

#### Однокамерная модель
Однокамерная модель характеризуется линейной фармакокинетикой, то есть график зависимости концентрации от времени (в полулогарифмических координатах) представляет собой прямую линию или приближен к ней.
При этом снижение концентрации лекарства с течением времени происходит только в результате его элиминации и может быть выражено уравнением: {\displaystyle C=C_{\text{initial}}\times e^{-k_{\text{el}}\times t}}.

#### Многокамерные модели

Нелинейные фармакокинетические модели

График нелинейной зависимости между исследуемыми параметрами представлен кривой; взаимосвязь между параметрами определяется путем расчета размеров различных областей под этой кривой. Модели, характеризующиеся нелинейной фармакокинетикой, в основном основаны на кинетике Михаэлиса — Ментен. К факторам, указывающим на нелинейность фармакокинетических процессов, относят следующие.
- Многофазная абсорбция: лекарственные препараты, вводимые внутривенно, удаляются из плазмы с помощью двух основных механизмов: 1) распределения в тканях и 2) метаболизма + выведения из организма. Результирующее снижение концентрации лекарства в плазме носит двухфазный характер (см. рисунок).График зависимости концентрации от времени при внутривенном введении

График зависимости концентрации от времени при внутривенном введении

  - Альфа-фаза: начальная фаза, характеризующаяся быстрым снижением концентрации лекарства в плазме, которое связано в первую очередь с распределением лекарства из крови в другие ткани организма. Фаза заканчивается наступлением условного равновесия концентрации между центральным и периферическими компартментами.
  - Бета-фаза: фаза постепенного снижения концентрации в плазме после альфа-фазы, обусловленного элиминацией лекарства из организма [10].
  - Иногда могут наблюдаются дополнительные фазы (гамма, дельта и т. д.)[11].
- Неоднородное распределение лекарства, обусловленное особенностями кровоснабжения различных органов и тканей.
- Насыщение ферментов: При достижении лекарством, подвергающемся ферментативной биотрансформации, определённой пороговой концентрации, ферменты, участвующие в его метаболизме, полностью насыщаются и их каталитическая активность снижается. При этом концентрация лекарства в плазме будет увеличиваться непропорционально введенной дозе.
- Индукция или ингибирование ферментов: некоторые лекарственные препараты обладают способностью ингибировать или стимулировать собственный метаболизм по принципу отрицательной или положительной обратной связи. Так, например, при применении высоких доз флувоксамина, флуоксетина или фенитоина увеличивается плазменная концентрация неметаболизированного лекарства, а соответственно, и период полувыведения. В таких случаях требуется корректировка доз, интервалов дозирования или терапевтических параметров.
- Для некоторых веществ характерна активная почечная экскреция, независящая от концентрации в плазме.

Таким образом, различные факторы могут обуславливать нелинейность фармакокинетики на всех стадиях: от всасывания до элиминации из организма.

## Биодоступность

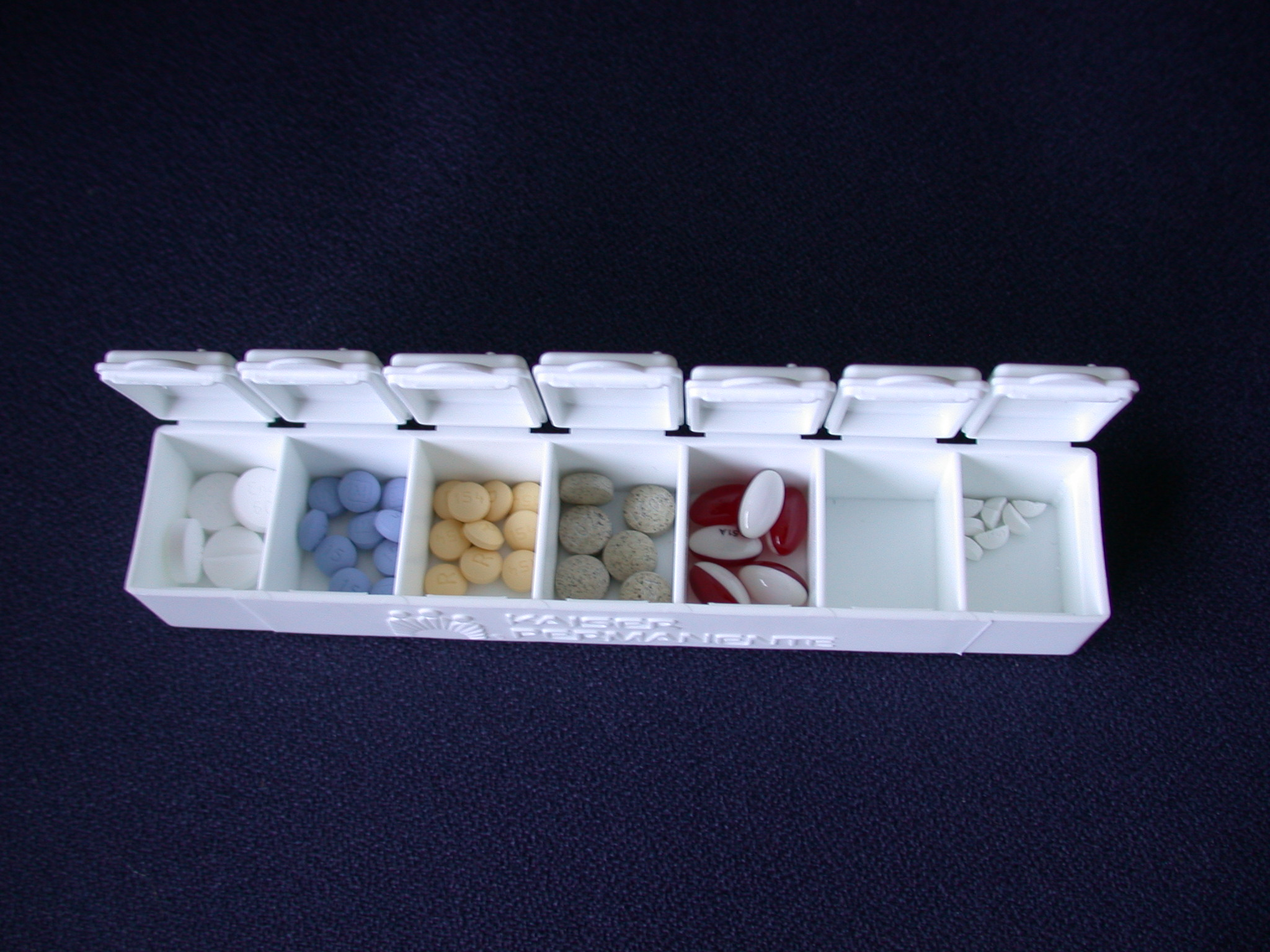
Форма таблеток является одним из факторов, влияющим на фармакокинетику

С практической точки зрения биодоступность можно определить как долю введенного лекарства, которая достигла системного кровотока и места своего действия в организме. Исходя из этого, внутривенное введение обеспечивает максимально возможную биодоступность, принимаемую за 1 (или 100 %). Биодоступность для других путей введения определяется её отношением к биодоступности при внутривенном введении (абсолютная биодоступность, BA) или биодоступности лекарства, принятого за стандарт (относительная биодоступность, BR):
{\displaystyle B_{A}={\frac {[ABC]_{P}\cdot D_{IV}}{[ABC]_{IV}\cdot D_{P}}}},
{\displaystyle B_{R}={\frac {[ABC]_{A}\cdot {\text{dose}}_{B}}{[ABC]_{B}\cdot {\text{dose}}_{A}}}}.
Определение биодоступности позволяет корректировать дозу лекарственного препарата для достижения необходимой его концентрации в плазме. Используя значение биодоступности, можно определить эффективную дозу конкретного лекарственного препарата, необходимую для получения требуемого терапевтического эффекта, по формуле:
{\displaystyle De=B\cdot Da\,},
где De — эффективная доза, B — биодоступность и Da —введенная доза.
Следовательно, если лекарство имеет биодоступность 0,8 (80 %) и его вводят в дозе 100 мг, эффективная доза будет равна:
De = 0,8 × 100 мг = 80 мг.
То есть в этом случае после введения 100 мг лекарства только 80 мг достигнет системного кровотока и будет оказывать фармакологический эффект.
Биодоступность зависит от особенностей конкретного лекарства, таких как :
- лекарственная форма;
- агрегатное состояние;
- путь введения;
- стабильность;
- метаболизм.

Влияние этих параметров на биодоступность можно описать математически:
{\displaystyle De=Q\cdot Da\cdot B\,},
где Q — чистота препарата;
{\displaystyle Va={\frac {Da\cdot B\cdot Q}{\tau }}},
где {\displaystyle Va} — скорость абсорбции и {\displaystyle \tau } — время, за которое лекарство достигает системного кровотока после абсорбции.
Наконец, используя уравнение Хендерсона — Хассельбаха и зная константу кислотности лекарства, можно определить, какая его часть будет находиться в неионизированном состоянии и подвергаться всасыванию:
{\displaystyle \mathrm {pH} =\mathrm {pKa} +\log {\frac {B}{A}}}.
Если лекарственные препараты имеют одинаковую биодоступность, их называют биологическими эквивалентами или биоэквивалентами. Концепция биоэквивалентности активно используется, например, при разработке дженериков во многих странах.

## LADME
После попадания лекарственного препарата в организм происходит ряд процессов, которые обозначаются аббревиатурой LADME:
- высвобождение действующего вещества из лекарственной формы;
- всасывание действующего вещества в кровоток;
- распределение по различным органам и тканям организма;
- метаболизм, заключающийся в инактивации ксенобиотика;
- выведение или элиминация вещества или продуктов его метаболизма.

Фаза высвобождения может отсутствовать, если лекарство вводится в активной форме. Некоторые авторы объединяют распределение, метаболизм и выведение в фазу диспозиции. Концепция может также включать токсикологический аспект применения препарата, в таком случае она именуется ADME-Tox или ADMET.
На каждой стадии происходит физико-химическое взаимодействие между лекарственным веществом и организмом, которое можно выразить математически. Таким образом, основу фармакокинетики составляют математические уравнения, которые позволяют прогнозировать поведение лекарства путем определения зависимости концентрации в плазме от времени.

## Методы анализа

### Биоаналитические методы
Для измерения концентрации лекарства в биологических жидкостях (в первую очередь в плазме) и построения фармакокинетических кривых используют различные биоаналитические методы. Применяемые методы должны быть избирательными и чувствительными. Например, микромасштабный термофорез можно использовать для количественной оценки влияния биологической среды на сродство лекарства к его мишени ,.

### Масс-спектрометрия
Для целей фармакокинетики в настоящее время часто используют методы масс-спектрометрии из-за сложной природы аналитических проб (обычно плазма или моча) и необходимости высокой чувствительности для определения малых концентраций веществ. Наиболее распространенным методом является ЖХ-МС с тройным квадрупольным масс-спектрометром. Для большей специфичности может использоваться тандемная масс-спектрометрия. Количественное определение лекарства в образцах производят с применением внутренних стандартов и стандартных кривых. Контрольные образцы, взятые перед введением лекарственного препарата, необходимы для определения фона и обеспечения целостности данных. Большое внимание уделяется линейности стандартной кривой; однако чаще используют аппроксимацию кривой с более сложными функциями, такими как квадратичные, поскольку отклик большинства масс-спектрометров не является линейным в больших диапазонах концентраций ,,.

## Популяционная фармакокинетика
Популяционная фармакокинетика занимается изучением межиндивидуальной вариабельности кинетики лекарственных препаратов ,,. Определённые демографические, патофизиологические и терапевтические особенности пациентов, такие как масса тела, особенности метаболизма, а также наличие сопутствующей терапии, могут приводить к изменению соотношения «доза — концентрация в плазме», обуславливая вариабельность экспозиции. Например, стационарные концентрации лекарств, выводимых преимущественно с мочой, обычно выше у пациентов с почечной недостаточностью, чем у пациентов с нормальной функцией почек, получающих препарат в той же дозе. Популяционная фармакокинетика направлена на выявление и оценку факторов, оказывающих влияние на экспозицию и терапевтический индекс лекарства, с целью последующей индивидуальной коррекции доз и режимов дозирования, если это необходимо.

## Клиническая фармакокинетика
| Противоэпилептические препараты                                                                       | Кардиологические препараты                | Иммунодепрессанты                                                 | Антибиотики                                         |
| --- | ----------------------------------------- | ----------------------------------------------------------------- | --------------------------------------------------- |
| - Фенитоин - Карбамазепин - Вальпроевая кислота - Ламотриджин - Этосуксимид - Фенобарбитал - Примидон | - Дигоксин - Лидокаин                     | - Циклоспорин - Такролимус - Сиролимус - Эверолимус - Микофенолат | - Гентамицин - Тобрамицин - Амикацин - Ванкомицин   |
| Бронходилататоры                                                                                      | Цитостатики                               | Противовирусные препараты                                         | Факторы свертывания крови                           |
| - Теофиллин                                                                                           | - Метотрексат - 5-фторурацил - Иринотекан | - Эфавиренз - Тенофовир - Ритонавир                               | - Фактор VIII - Фактор IX - Фактор VIIa - Фактор XI |

Клиническая фармакокинетика — непосредственное применение в клинической практике сведений о кинетике конкретного лекарственного препарата и знаний популяционной фармакокинетики.
Примером может служить возобновление использования циклоспорина в качестве иммуносупрессора при трансплантации органов. Несмотря на то что лекарство изначально показало терапевтическую эффективность, его использование было ограничено, поскольку был обнаружен высокий риск возникновения нефротоксичности у определённых групп пациентов . Однако затем стало понятно, что можно снизить нефротоксичность, индивидуализировав дозу циклоспорина для пациента путем анализа его плазменных концентраций (фармакокинетический мониторинг). Это позволило вернуть лекарство в клиническую практику.
Клинический мониторинг обычно проводится путем определения концентрации лекарства в плазме, поскольку эти данные легче всего получить и они наиболее надежны. Основными факторами, определяющими необходимость фармакокинетического мониторинга, являются :
- узкий терапевтический диапазон (разница между минимальной терапевтической и максимальной токсической концентрацией лекарства в плазме);
- высокая токсичность;
- высокий риск для жизни.

## Экотоксикология
Экотоксикология — это раздел науки, который изучает воздействие на экосистемы токсичных веществ, таких как микропластик и другие вредные для биосферы вещества ,. Экотоксикология рассматривается в контексте фармакокинетики, поскольку токсиканты, например пестициды, могут проникать в том числе и в организм человека. Таким образом, влияние этих соединений на здоровье является предметом исследований со стороны международных организаций, таких как Агентство по охране окружающей среды или ВОЗ ,. Определение того, как долго эти вещества остаются в организме, их летальной дозы и других факторов, — основная задача экотоксикологии.

## Внешние ссылки

### Программное обеспечение
Некомпартментный анализ
- Бесплатное ПО: Bear и PK для R, MetidaNCA для Julia.
- Коммерческие программы: MLAB, EquivTest, Kinetica, MATLAB/SimBiology, PKMP, Phoenix/WinNonlin, PK Solutions, RapidNCA.

Компартментный анализ
- Бесплатное ПО: ADAPT, Boomer (GUI), SBPKPD.org (Systems Biology Driven Pharmacokinetics and Pharmacodynamics), WinSAAM, PKfit для R, PharmaCalc and PharmaCalcCL, Java applications.
- Коммерческие программы: PrecisionPK, Imalytics, Kinetica, MATLAB/SimBiology, Phoenix/WinNonlin, PK Solutions, PottersWheel, ProcessDB, SAAM II.

Физиологические модели
- Бесплатное ПО: MCSim.
- Коммерческие: acslX, Cloe PK, GastroPlus, MATLAB/SimBiology, PK-Sim, ProcessDB, Simcyp, Entelos PhysioLab Phoenix/WinNonlin, ADME Workbench.

Популяционная фармакокинетика
- Бесплатное ПО: WinBUGS, ADAPT, S-ADAPT/SADAPT-TRAN, Boomer, PKBugs, Pmetrics для R.
- Коммерческие программы: PrecisionPK, Kinetica, MATLAB/SimBiology, Monolix, NONMEM, Phoenix/NLME, PopKinetics для SAAM II, USC*PACK, DoseMe-Rx, Navigator Workbench.

Лекарственный мониторинг
- Коммерческие программы: PrecisionPK

Моделирование
Все программное обеспечение для моделирования, указанное выше.
- Бесплатное ПО: COPASI[англ.], Berkeley Madonna[англ.], MEGen.